# Cefiksim
Cefiksim, koji se između ostalog prodaje pod brendom supraks, je antibiotik koji se koristi za lečenje brojnih bakterijskih infekcija. Ove infekcije uključuju upalu srednjeg uva, strep grla, pneumoniju, infekcije urinarnog trakta, gonoreju i lajmsku bolest. Za gonoreju je obično potrebna samo jedna doza. U Sjedinjenim Državama to je druga linija lečenja nakon ceftriaksona za gonoreju. Uzima se oralno.
Uobičajeni neželjeni efekti uključuju dijareju, bol u stomaku i mučninu. Ozbiljni neželjeni efekti mogu uključivati alergijske reakcije i Clostridium difficile dijareju. Ne preporučuje se osobama sa istorijom teške alergije na penicilin. Smatra se da je relativno bezbedan tokom trudnoće. On spada u klasu cefalosporina treće generacije. Deluje tako što ometa ćelijski zid bakterije što dovodi do njene smrti.
Cefiksim je patentiran 1979. godine i odobren za medicinsku upotrebu u Sjedinjenim Državama 1989. godine. Nalazi se na listi esencijalnih lekova Svetske zdravstvene organizacije. Dostupan je kao generički lek u Sjedinjenim Državama.

## Osobine
Cefiksim je organsko jedinjenje, koje sadrži 16 atoma ugljenika i ima molekulsku masu od 453,450 .
| Osobina                  | Vrednost |
| ------------------------ | -------- |
| Broj akceptora vodonika  | 11       |
| Broj donora vodonika     | 4        |
| Broj rotacionih veza     | 8        |
| Particioni koeficijent ( | -0,7     |
| Rastvorljivost (logS, log(mol/L))       | -3,6     |
| Polarna površina (PSA, Å2)  | 238,1    |

## Marketing
Cefiksim je u prodaji pod mnoštvom brandova širom sveta; primeri su Pancef, Caricef, Taxim o, Texit, Ofex, Ceftid, Cef-3, Denvar, 3-C, Cefim, Magnett, Oroken, Ofiken, Fix-A, and Zifi. U Indiji se on prodaje kao Zifi 200 i često biva falcifikovan.

## Literatura
- Hardman JG, Limbird LE, Gilman AG (2001). Goodman & Gilman's The Pharmacological Basis of Therapeutics (10. изд.). New York: McGraw-Hill. ISBN 0071354697. doi:10.1036/0071422803.
- Thomas L. Lemke; David A. Williams, ур. (2007). Foye's Principles of Medicinal Chemistry (6. изд.). Baltimore: Lippincott Willams & Wilkins. ISBN 0781768799.

## Spoljašnje veze
|  | Molimo Vas, obratite pažnju na važno upozorenje u vezi sa temama iz oblasti medicine (zdravlja). |